# سكوت تايلور (سياسي)
سكوت تايلور (بالإنجليزية: Scott Taylor)‏ هو كاتب ورائد أعمال وسياسي أمريكي، ولد في 27 يونيو 1979 في بالتيمور في الولايات المتحدة. حزبياً، نشط في الحزب الجمهوري. في انتخابات مجلس النواب الأمريكي 2016، انتخب عضو مجلس النواب الأمريكي عن دائرة Virginia's 2nd congressional district ‏ وقد انضم خلال فترته النيابية ‏ (3 يناير 2017 – 3 يناير 2019)  للكتلة البرلمانية الحزب الجمهوري وانتخب عضو مجلس نواب فرجينيا (2014 – 2016) وانتخب عضو مجلس النواب الأمريكي عن دائرة Virginia's 2nd congressional district ‏ (2017 – ).

## وصلات خارجية
- الموقع الرسمي